# Zeleneč
Obec Zeleneč (v mužském rodě) se nachází v okrese Praha-východ, kraj Středočeský, při severovýchodní hranici hlavního města Prahy, necelých 18 km vsv. od jeho centra, zhruba dva kilometry od kraje Prahy.
Zeleneč je rychle rostoucí obcí. V červenci 2006 zde žilo 1991 obyvatel, v prosinci 2007 celkem 2380 a v prosinci 2008 již 2475 lidí. V současnosti zde žije přibližně 3 200 obyvatel. Sousedními obcemi sídla jsou Šestajovice, Radonice, Zápy, Čelákovice, Jirny, Lázně Toušeň, Nehvizdy, Svémyslice a Praha.

## Současnost

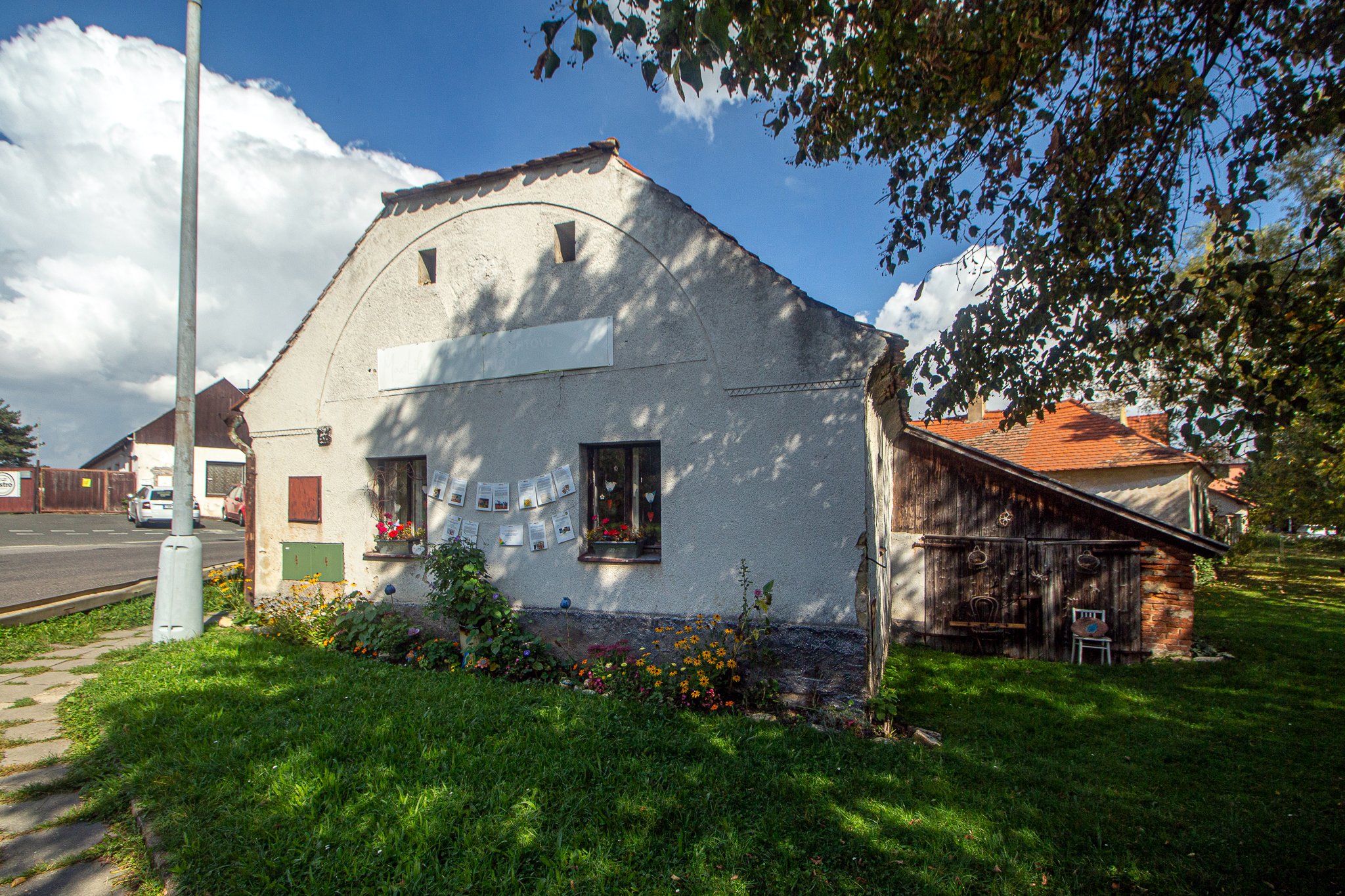
Obecní knihovna

Od roku 1990 byla v obci zahájena výstavba technické infrastruktury. V současné době je v celé obci vybudována obecní splašková kanalizace, vlastní čistírna odpadních vod, přečerpávací stanice splaškových vod z lokality „Pod Dráhou“, v celé obci obecní vodovod s připojením na vodní zdroj Káraný (zdroj vody zásobující část Prahy). Dále byla od roku 1997 realizována výstavba regulační stanice plynu a plynofikace celé obce, která je již dokončena. V obci jsou vybudovány nové komunikace a chodníky, zrekonstruováno veřejné osvětlení. V roce 1997 byla provedena 200% telefonizace obce kabelovým vedením. U rozvodů elektro byly vystavěny dvě nové trafostanice o výkonu 3 × 630 kVA a byla realizována kabelizace rozvodů.
V obci Zeleneč je zdravotní středisko, škola, mateřská školka, pošta, tři restaurace, cukrárna, stánek se zmrzlinou, dva obchody s potravinami, jeden se smíšeným zbožím, krytá tenisová hala, dva antukové tenisové kurty, fotbalové hřiště a betonové hřiště na florbal. Obcí prochází cyklostezka. Zeleneč má velmi dobré spojení. V obci je zastávka ČD (železniční trať 231 Praha-Lysá nad Labem-Kolín, linky S2, S9 a S22, i konečná stanice BUS PID 353, bus 408 do Klánovic či Brandýsa nad Labem. Napojení na mladoboleslavskou dálnici D10 (E65) a dálnici D11 (Praha-Poděbrady-Hradec Králové) je vzdáleno cca 5 km.
Každoroční tradicí jsou zde Zelenečské Máje. V obci také funguje fotbalový klub s dlouhou tradicí SK Zeleneč (dříve Sokol Zeleneč), jehož hlavní dospělé mužstvo (Áčko) momentálně hraje středočeskou I.A třídu. V klubu taktéž hraje rezervní B tým, dorost, starší a mladší žáci, starší a mladší přípravka, tým fotbalových miminek a občas se k přátelskému utkání sejdou zelenečské legendy alias Stará garda. Po roce 2000 v klubu působili jako trenéři hlavního dospělého týmu české fotbalové legendy Jan Berger, Josef Jarolím a Pavel Klouček.
V posledních patnácti letech dochází v Zelenči k výstavbě kolonií rodinných domů. Nahodilá výstavba staveb bez kvalitního územního plánu a respektu k urbanistickým pravidlům vytváří základ pro jev nazývaný sídelní kaše.[zdroj?]
Momentálně v Zelenči nežijí žádné celebrity, ale v Zelenči žil Ivan Faltus[zdroj?]  i Erik Stříž.
Je zde umístěno státní datové centrum.

## Části obce
- Zeleneč
- Mstětice

V letech 1850–1869 
a v letech 1964–1990 k obci patřily i Svémyslice.

## Doprava
Dopravní síť

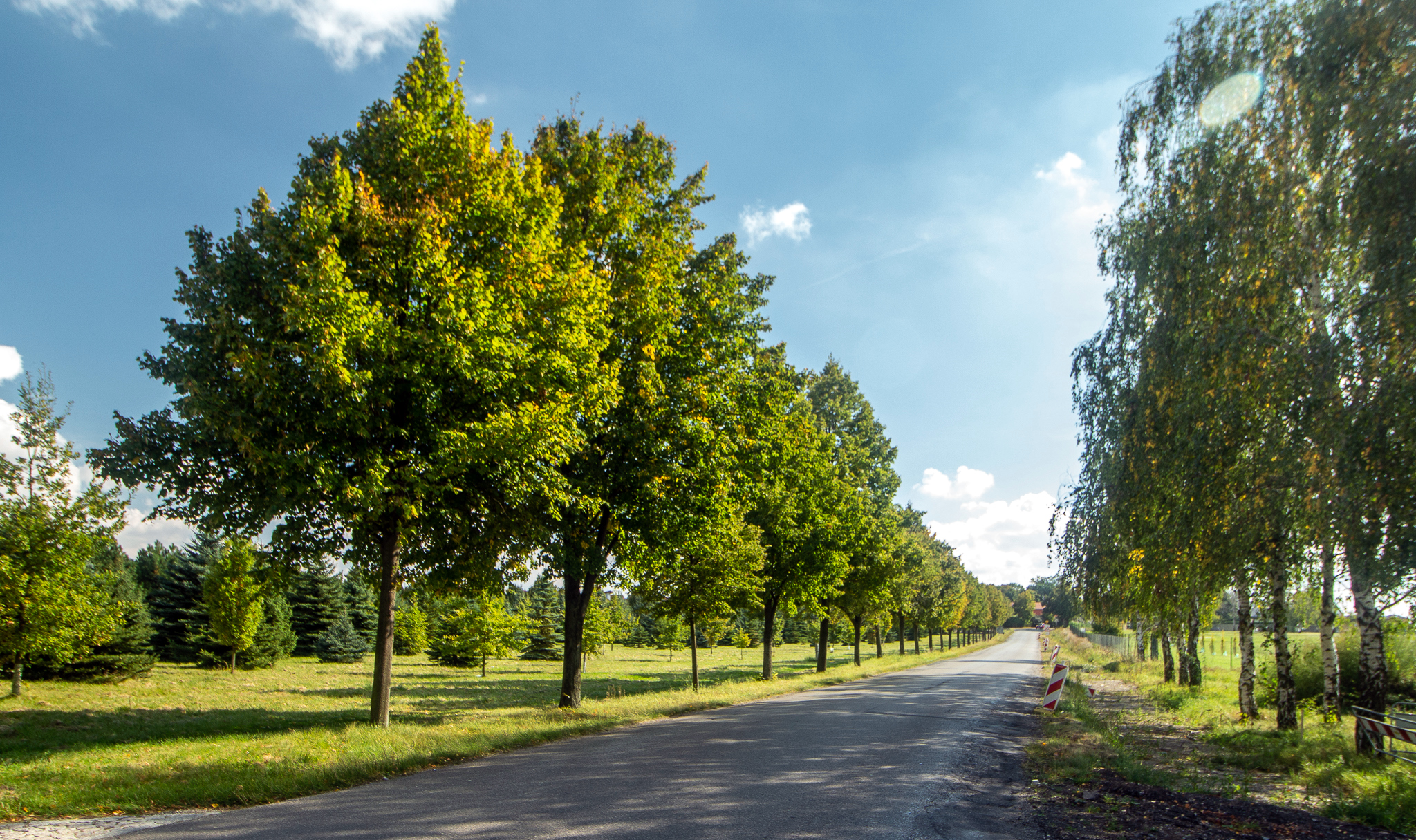
Silnice vedoucí do sousedních Svémyslic

- Pozemní komunikace – Obcí (místní část Mstětice) prochází silnice II/101 v úseku Říčany – Úvaly – Mstětice – Brandýs nad Labem. Ve vzdálenosti 1,5 km od Zelenče vede silnice II/611 Praha – Sadská – Poděbrady – Hradec Králové.

- Železnice – Obec Zeleneč leží na  železniční trati Praha – Lysá nad Labem – Kolín. Je to dvoukolejná elektrizovaná celostátní trať, doprava byla v úseku Praha – Lysá nad Labem zahájena roku 1873. Na území obce leží železniční stanice Mstětice a železniční zastávka Zeleneč.

Veřejná doprava 2014
- Autobusová doprava – V obci bylo pět zastávek příměstské autobusové linky 353 Praha,Černý Most – Svémyslice (Horoušany, Horoušánky) provozované dopravcem Arriva Praha s.r.o.[7] Linka měla ráno interval dvacet minut, odpoledne třicet minut, dopoledne a večer šedesát minut a o víkendu dvě hodiny. Zajímavostí byl ranní spoj v trase Horoušany, Horoušánky – Praha, Černý Most sloužící k dopravě žáků do zelenečské základní školy (ve stejné trase, jen opačném směru, pak odpoledne v provozu dva spoje).

- Železniční doprava – Po trati 231 vedla linka S2 (Praha – Nymburk – Kolín), linka S20 (Praha – Milovice) v rámci pražského systému Esko. Linky měly v pracovní dny souhrnný interval 30 minut v každém směru, o víkendu interval 60 minut. Ve stanici Mstětice zastavovala jen linka S2 (interval celotýdenně cca 60 minut).[8] Rychlíky projížděly obě stanice.

Veřejná doprava 2024
- Obec obsluhují dvě autobusové linky Pražské integrované dopravy, linka 353 (Praha, Černý Most - Čertousy - Zeleneč - Svémyslice / Horoušany, Horoušánky) a 408 (Praha, Nádraží Klánovice sever - Brandýs nad Labem-Stará Boleslav), obě provozované dopravcem ČSAD Střední Čechy, a. s. Linka 353 jezdí v průběhu pracovního týdne v intervalu 60 minut, ale ve špičkách jedou i čtyři spoje za hodinu, ze kterých některé jedou do Horoušan, pro svoz a odvoz žáků ze zelenečské základní školy. O víkendu obsluhuje obec linka 353 v intervalu 120 minut. Linka 408 jezdí pouze v průběhu pracovního týdne v intervalu 120 minut a nejezdí o víkendu a o prázdninách.
- Obec protíná železniční trať 231, po které jezdí v rámci pražského systému Esko linky S2 (Praha - Lysá n. L. - Nymburk - Kolín), S22 (Praha - Lysá n. L. - Milovice) a S9 (Benešov u Prahy - Praha - Lysá n. L. - Milovice), všechy provozované dopravcem České Dráhy. Linky jezdí v dopravní špičce pracovního týdne souhrnně čtyřikrát za hodinu. Mimo špičku a o víkendu a svátcích jezdí pouze linky S2 a S22 v souhrnném intervalu 30 minut.

## Historie

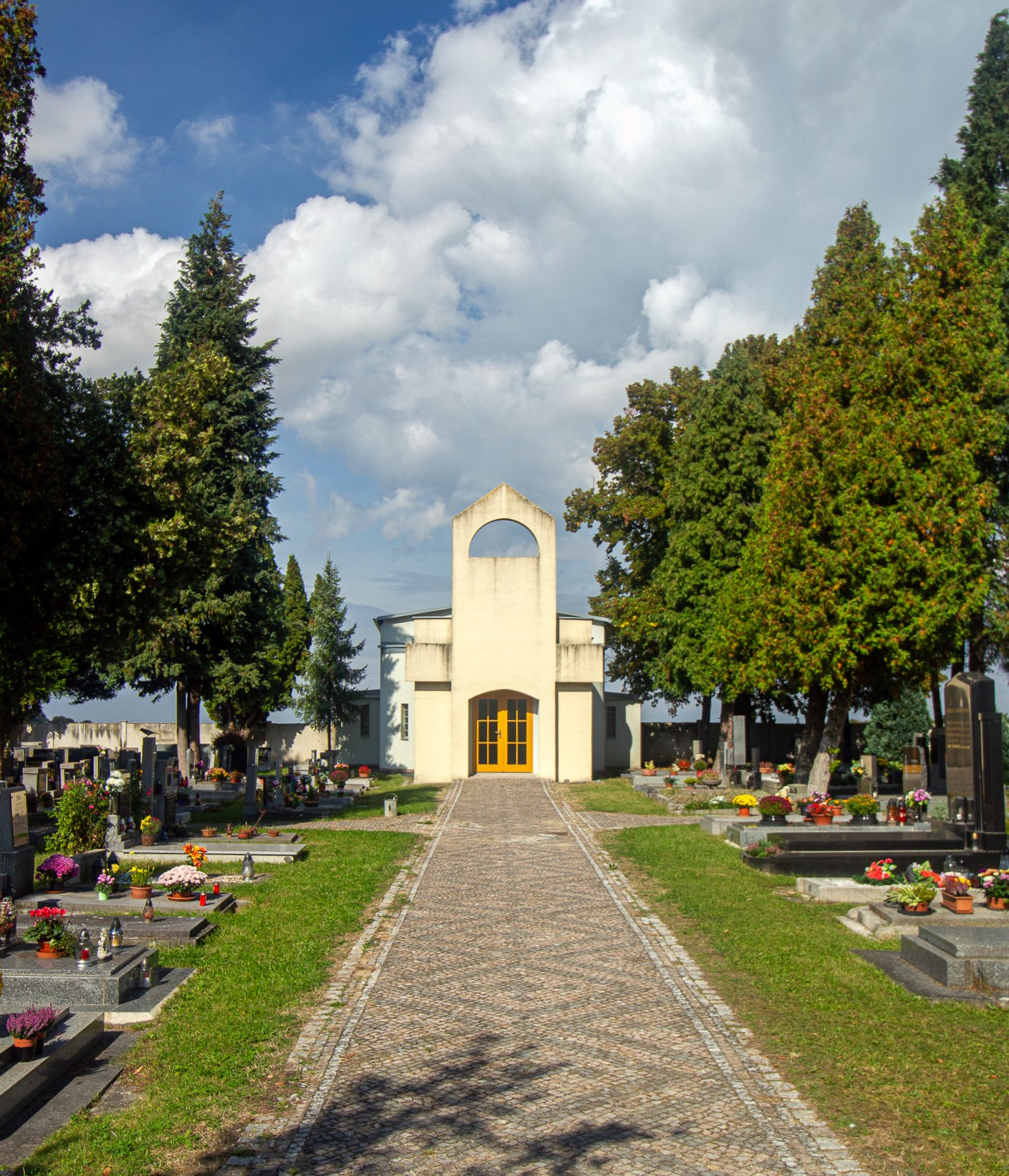
Zelenečský hřbitov s kapličkou

Zeleneč, dříve též Zelenec, náležel ve druhé polovici 14. století kanovníku Volframovi, synu Menharta ze Škvorce, který roku 1385 prodal „své věrné“ v Zelenči se svolením královým. Roku 1443 páni staroměstští vyřkli mezi Janem z Liblic a Duchkem ze Satalic, aby Duchek dal kop grošů na úroky zadržené z dědiny v Zelenči a tu dědinu prodal neb osadil, aby Janovi úrokové nescházeli. V roce 1476 věnoval Jan Zajíček ze Chřenic 6 kop grošů platu stálého na dědictví svém v Zelenči Petru, převoru u sv. Klementa na Starém Městě pražském. Roku 1532 prodal Jiřík Vachlt z Pantenova na místě choti své Anny z Toušeně Zelenec, ves celou a dvory kmetci s platem, pak s rybníkem pode vsí, Václavu Sovovi z Liboslavě za 880 kop grošů Johanka z Liboslavě přinesla Zeleneč věnem choti svému Pavlu Severinovi z Kapí Hory, odkudž spojen Zeleneč s Jirnami. V letech 1585 až 1588 držel Zeleneč Václav Severin z Kápí Hory na Jirnech, který žalován byl Václavem, farářem Svémyslickým o desátek ze Zelenče. Před bitvou na Bílé hoře držel Zeleneč i Jirny Tomáš Had z Proseče, jemuž roku 1625 konfiskovány, načež Zeleneč náležel k Jirnám až do zrušení poddanství roku 1848. S počátku 17. století koupil kmetcí dvůr v Zelenči od Karla Špičky Jenštejnského Krištof z Jamolic a prodal jej roku 1617 Janu Řezníkovi, čehož Janova vdova Mandalena Benyně z Jamolic choti fořtmistra na panství brandýském v roce 1651 dosvědčovala.
Zachované doklady o původních hospodářských usedlostech: Rustikální dvůr Zeleneč založil roku 1831 Václav Brandejs, připojil k č. 3 čísla 2, 23 a 36. Tento dvůr drželi v letech 1847 Heřman Schick, 1849 Jan Procházka, 1853 Václav Luxa. Roku 1851 koupil Karel Ferdinand od Tomáše Mašína statek č. 19 o 28 3/4 jitra, č. 12 i 13, od Josefa Knora č.11 o 29 jitrech a od Josefa Čadila roku 1854 11 jiter polí. Roku 1853 koupil i grunty Václava Luxy a založil veliký dvůr s úpravně zařízeným obydlím a parkem. Roku 1872 koupil dvůr Alexandr Polák, 1894 František Zvěřina, 1898 Václav Zvěřina a roku 1909 Vítězslav Novák.
V roce 1885 byl v obci Zeleneč založen hasičský sbor pod heslem Bližnímu k ochraně a vlasti k obraně. Od roku 1911 tehdejší obecní zastupitelstvo bojovalo o zřízení vlastní školy v Zelenči. Dne 14. srpna 1933 koupila obec Zeleneč od pana Vítězslava Nováka budovy č.p. 2 a 3 za 200 000 Kčs, v roce 1934 byly tyto budovy upraveny a dne 1. září 1934 zahájila dvoutřídní školní expositura vyučování. Na základě rozhodnutí zemské školní rady došlo v roce 1945 k osamostatnění školy v Zelenči

### Územněsprávní začlenění
Dějiny územněsprávního začleňování zahrnují období od roku 1850 do současnosti. V chronologickém přehledu je uvedena územně administrativní příslušnost obce v roce, kdy ke změně došlo:
- 1850 země česká, kraj Praha, politický okres Karlín, soudní okres Brandýs nad Labem[9]
- 1855 země česká, kraj Praha, soudní okres Brandýs nad Labem[9]
- 1868 země česká, politický okres Karlín, soudní okres Brandýs nad Labem[9]
- 1908 země česká, politický i soudní okres Brandýs nad Labem[10]
- 1939 země česká, Oberlandrat Mělník, politický i soudní okres Brandýs nad Labem[11]
- 1942 země česká, Oberlandrat Praha, politický i soudní okres Brandýs nad Labem[12]
- 1945 země česká, správní i soudní okres Brandýs nad Labem[13]
- 1949 Pražský kraj, okres Brandýs nad Labem[14]
- 1960 Středočeský kraj, okres Praha-východ[15]

### Rok 1932
V obci Zeleneč (1250 obyvatel) byly v roce 1932 evidovány tyto živnosti a obchody: 2 autodopravci, biograf Sokol, výroba cementového zboží, obchod s cukrovinkami, družstvo pro rozvod elektrické energie, elektrotechnický závod, holič, 3 hostince, kapelník, kolář, kovář, krejčí, lakýrník, továrna na lišty, obchod s mlékem, obchod s obuví Baťa, 3 obuvníci, průmyslové odpadky, 2 pekaři, obchod s lahvovým pivem, pokrývač, 6 rolníků, 2 řezníci, sedlář, skelné střepy, 7 obchodů se smíšeným zbožím, stavební podnikatelství, obchod se smíšeným zbožím, tesařský mistr, 2 trafiky, 2 truhláři, obchod s uhlím, velkostatek.
V obci Mstětice (373 obyvatel, samostatná obec se později stala součástí Zelenče) byly v roce 1932 evidovány tyto živnosti a obchody: cihelna, 2 hostince, 2 kováři, 4 rolníci, 2 trafiky, truhlář, 2 obchody s uhlím.

## Fotogalerie

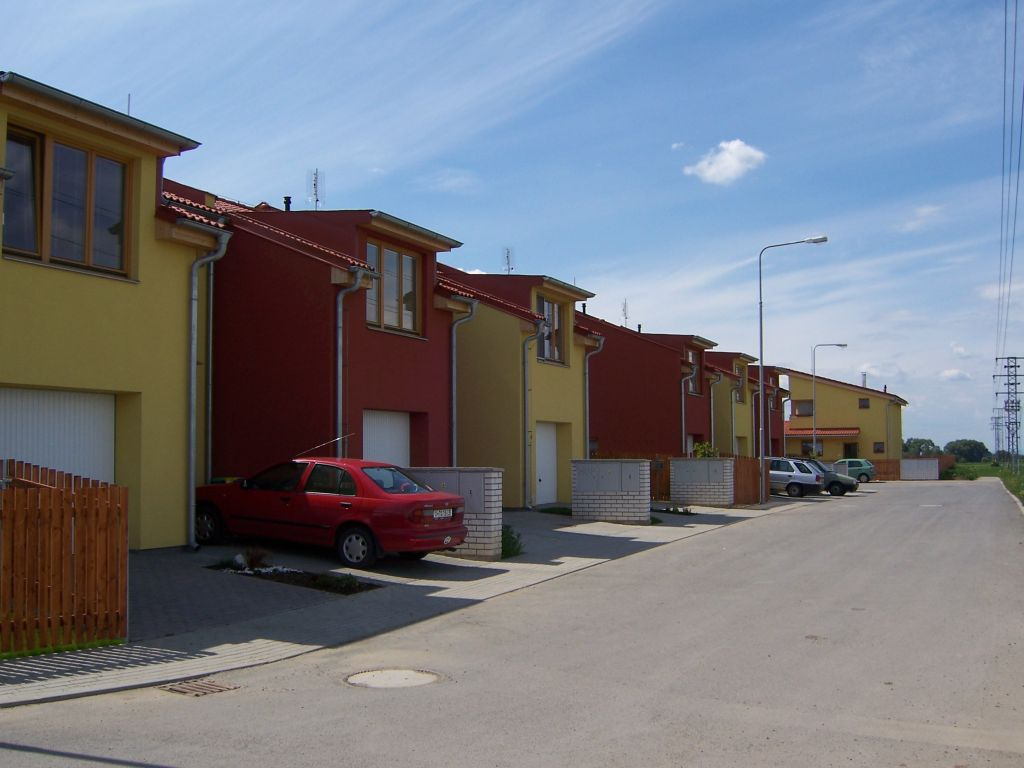
Sídliště U Obory
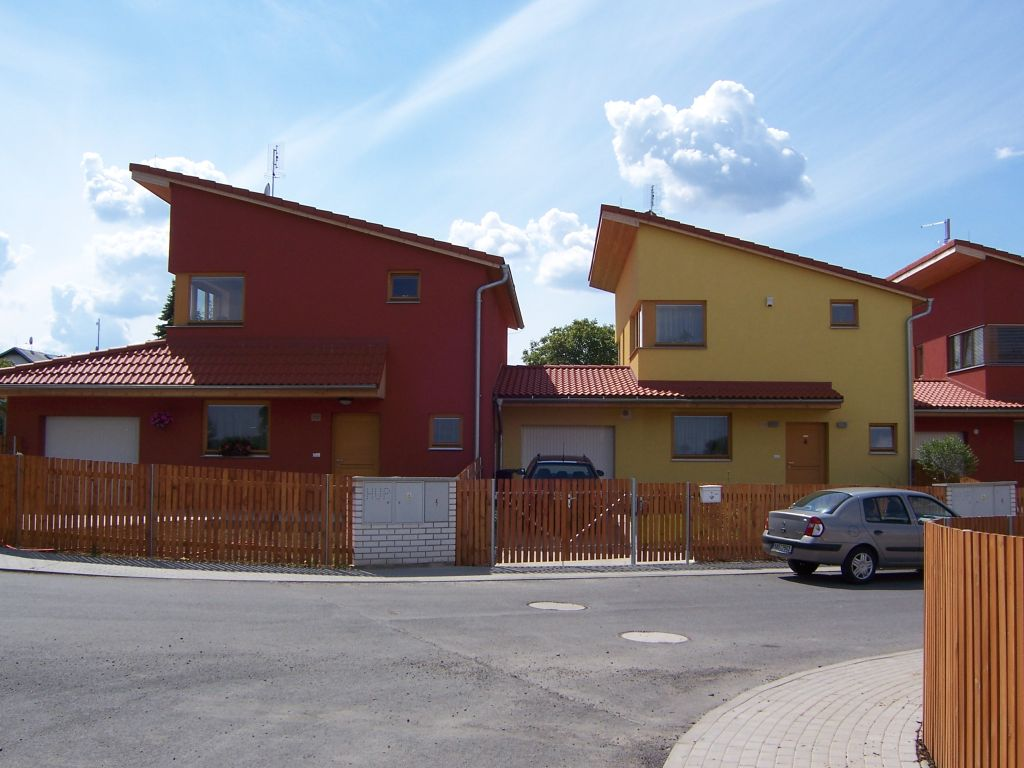
Sídliště U Obory
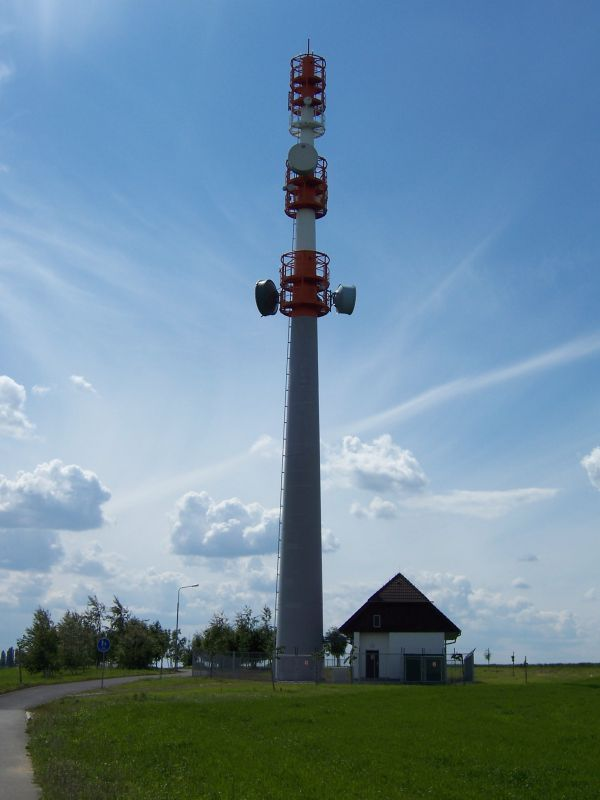
Vysílač T-Mobile u silnice ze Zelenče do Prahy
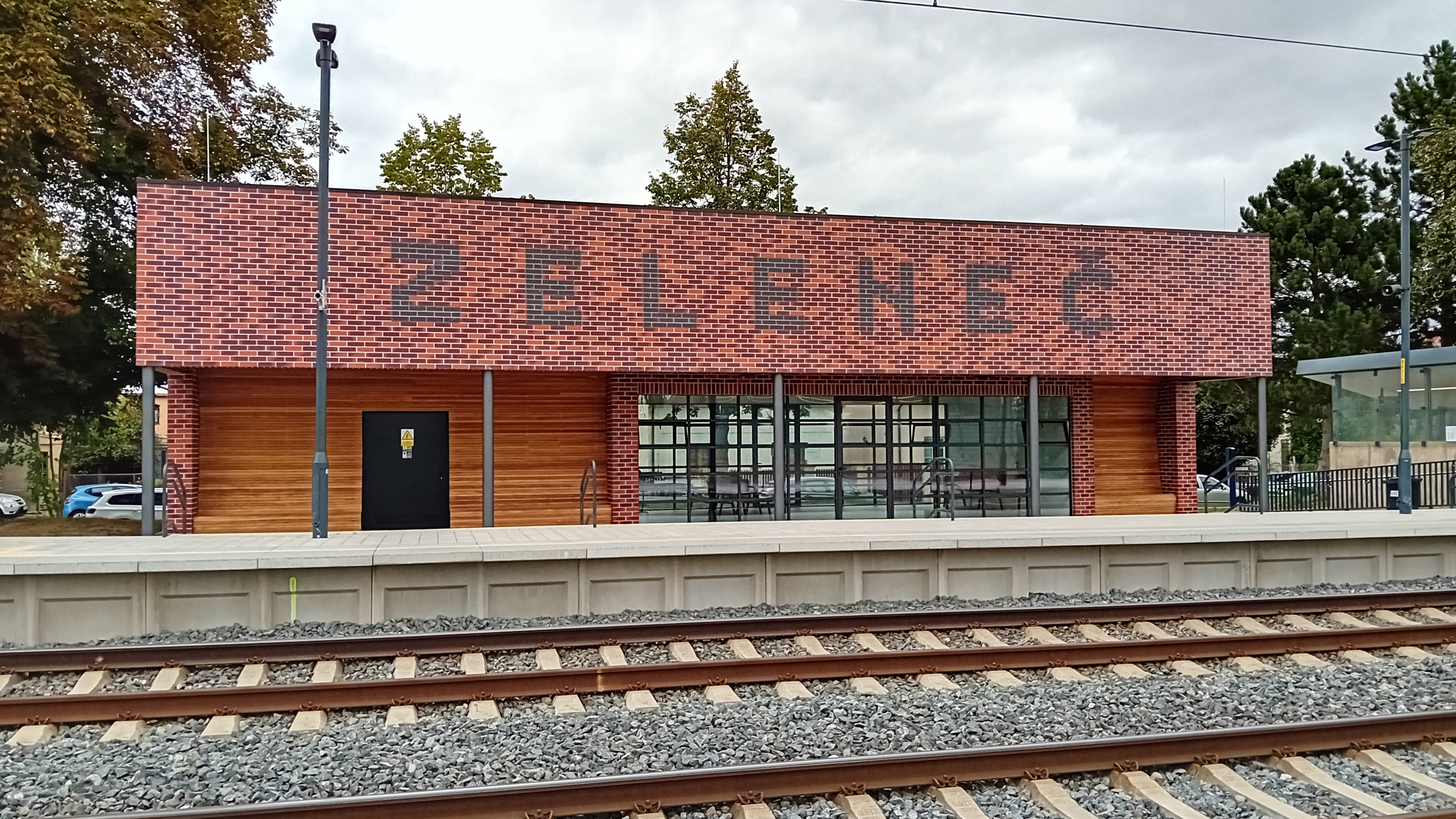
Železniční zastávka